# Бунцево
Бунцево (болг. Бунцево) — село в Благоевградской области Болгарии. Входит в состав общины Якоруда. Находится примерно в 4 км к югу от центра города Якоруда и примерно в 47 км к востоку от центра города Благоевград. По данным переписи населения 2011 года, в селе  проживало 529 человек.

## Население
| Год     | 1975 | 1985 | 1992 | 2001 | 2011 |
| ------- | ---- | ---- | ---- | ---- | ---- |
| Жителей | 592  | 588  | 595  | 526  | 529  |

| Национальность | Человек | Процент |
| -------------- | ------- | ------- |
| болгары        | 398     | 93,65%  |
| турки          | 26      | 6,12%   |
| Всего ответов  | 425     |         |

|  |